# Дюсакен
Дюсаке́н (каз. Дүйсекен) — станційне селище у складі Бородуліхинського району Абайської області Казахстану. Входить до складу Бель-Агацького сільського округу.
Населення — 13 осіб (2021; 64 у 2009, 72 у 1999, 196 у 1989).
Національний склад станом на 1989 рік:
- росіяни — 55 %
- казахи — 30 %